# Plastfolie
Uppslagsordet ”Gladpack” leder hit. För Galenskaparna och After Shaves revyer, se Gladpack (TV-serie) och Gladpack (sommarturné).

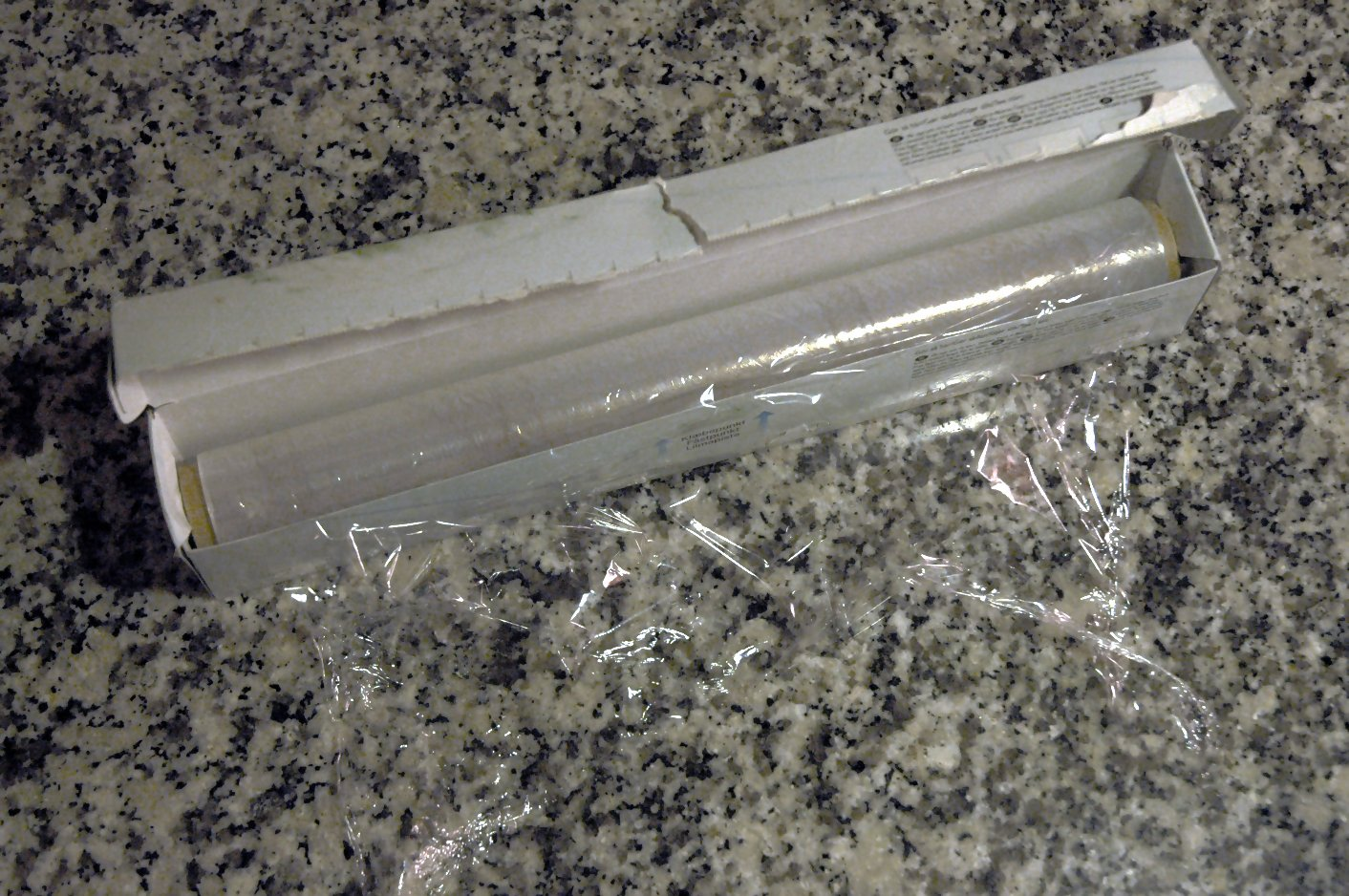
Plastfolie på rulle.

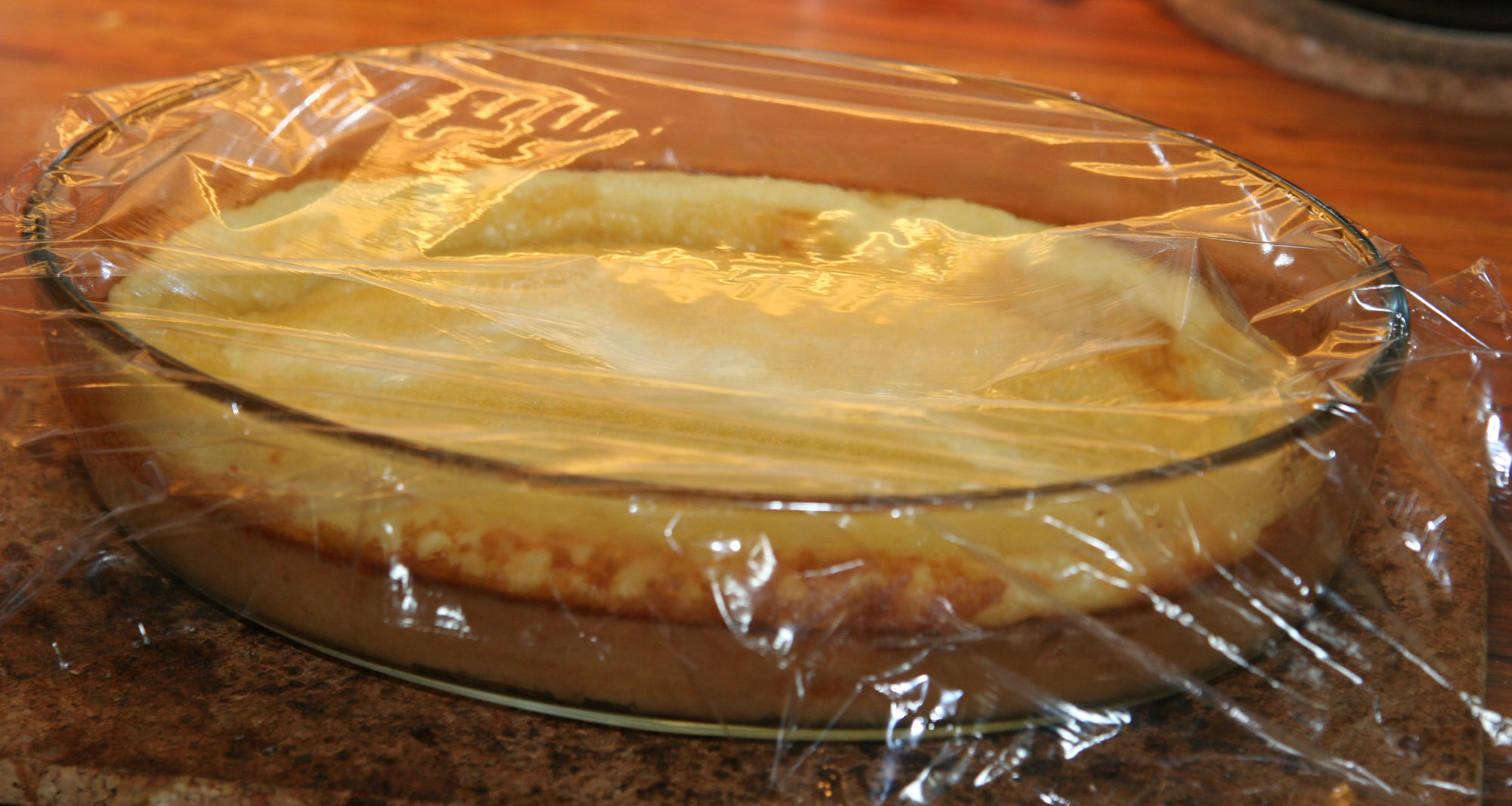
Plastfolie i användning.

Plastfolie är en tunn och vanligen genomskinlig plastfilm. Somliga kvaliteter häftar, utan att vara belagda med något särskilt häftämne, mot sig själv och mot många andra material. 

## Användning

### Livsmedel
Plastfolien säljs på rullar med avrivningskant och används för att försluta matkärl eller täcka över fat som saknar lock och skyddar den inslagna produkten mot smuts och uttorkning. Den fungerar utmärkt för att slå in eller täcka över livsmedel med, men måste då vara av en kvalitet som är godkänd för livsmedelbruk. Tidigare har en del misstag gjorts med ftalatplast, som inte är godkänt för livsmedelbruk.

### Övriga användningsområden
Det finns även flera olika specialsorter av plastfolie vilka används inom till exempel läkemedelsindustrin och för tillverkning av kondensatorer, men dessa kallas vanligen inte plastfolie utan plastfilm och metalliserad plastfilm.

## Avfallssortering
Mjukplast, plastfolie, sorteras som Plastförpackning.

## Gladpack
Häftande plastfolie kallas ibland gladpack, ett varumärkesord. Glad är ett varumärke som ursprungligen tillhörde Union carbide, senare First brands och från 1999 Clorox brands. På förpackningen från Union carbide som såldes i Sverige under 1970-talet stod det GLAD®PACK.